# Patrick Banggaard
Patrick Banggaard (født 4. april 1994) er en dansk fodboldspiller, der spiller for SønderjyskE.

## Karriere
I sine spæde fodboldår, før han kom til FC Midtjylland, spillede han i Otterup, Fjordager IF/09, og Vejle Boldklub Kolding.

### FC Midtjylland
Han spillede fem kampe for FC Midtjylland i sæsonen 2012-13, hvor han ingen mål fik scoret. Hans debut kom også i denne sæson. Hans kontrakt løb frem til den 30. juni 2018.

### SV Darmstadt 98
Den 31. januar 2017 på transfervinduets sidste dag skiftede Patrick Banggaard til tyske SV Darmstadt 98, hvor han skrev under på kontrakt frem til sommeren 2017. Et år senere, 31. januar 2018, blev han udlejet til Roda JC på en aftale gældende for resten af 2017-18-sæsonen.

### SønderjyskE
Den 7. juni 2019 skiftede Patrick SV Darmstadt 98 ud med den danske superligaklub SønderjyskE, hvor han blev genforenet med sin tidligere cheftræner fra sin tid i FC Midtjylland, Glen Riddersholm. Han skrev under på en fireårig kontrakt gældende frem til sommeren 2023.

## Titler

### Klub
FC Midtjylland
- Superligaen: 2014-15

SønderjyskE
- Sydbank Pokalen: 2020